# تايغر تشن
تايغر تشن (بالصينية: 陳虎) هو ممثل ولاعب فنون قتالية صيني وُلد في 3 مارس 1975، حاصل على العديد من الجوائز.

## حياتهُ السابقة
وُلد تايغر في 3 مارس 1975، في مقاطعة سيتشوان، تشنغدو، بدأ بتعلم الفنون القتالية الصينية في سن 18 سنة، التحق تايغر بفريق سيتشوان للووشو، فاز تشن بالمسابقة الوطنية للفنون القتالية للشباب في الصين.
عندما أصبح تايغر بعمر 19 سنة، ذهب إلى الولايات المتحدة الأمريكية، وهناك عاش في كوخ خشبي صغير، وقال تايغر: في الصين، يُمكنك على الأقل ممارسة الكونغ فو وحضور مسابقات الفنون القتالية، ولكن في الولايات المتحدة، ستجد أنك في معظم وقتك تغسل الصحون. في عام 2000م، أصبح تشن تلميذاً لمعلم الفنون القتالية والمخرج يوين وو بينغ.

## روابط خارجية
تايغر تشن على موقع IMDb (الإنجليزية)
- تايغر تشن على موقع ألو سيني (الفرنسية)
- تايغر تشن على موقع قاعدة بيانات الفيلم (الإنجليزية)